# Gūrak Khīsh Eskan va Jamāl
Gūrak Khīsh Eskan va Jamāl (persiska: خویش اشکن, خيش اشكن, Khvīsh Eshkan, گورک خيش اسکن و جمال, احشام جمال) är en ort i Iran.   Den ligger i provinsen Bushehr, i den centrala delen av landet, 800 km söder om huvudstaden Teheran. Gūrak Khīsh Eskan va Jamāl ligger 13 meter över havet och antalet invånare är 338.
Terrängen runt Gūrak Khīsh Eskan va Jamāl är platt. Runt Gūrak Khīsh Eskan va Jamāl är det ganska glesbefolkat, med 40 invånare per kvadratkilometer. Närmaste större samhälle är Bushehr, 19,8 km väster om Gūrak Khīsh Eskan va Jamāl. Trakten runt Gūrak Khīsh Eskan va Jamāl är ofruktbar med lite eller ingen växtlighet.